# Agonochaetia
Agonochaetia is een geslacht van vlinders van de familie tastermotten (Gelechiidae).

## Soorten
- A. conspersa (Braun, 1921)
- A. incredibilis Povolny, 1965
- A. intermedia Sattler, 1968
- A. quartana Povolny, 1990
- A. terrestrella (Zeller, 1872)